# 母體 (專輯)
母體(專輯)（英語：In Utero）是美國油漬搖滾樂團超脫樂團的第三張，也是最後一張專輯，1993年9月21日於DGC唱片發行。在這張專輯中，超脫樂團刻意和上張專輯《從不介意》 (1991) 做了很大的區別。為了捕捉更自然、原始的聲音，超脫樂團找來了史帝夫·阿比尼擔任製作人，1993年二月，在厚臉皮工作室進行為期二週的錄音。專輯在簡單修飾後很快的便錄製完成，其中歌曲的歌詞與專輯包裝結合了醫學的圖像，其表達了主唱科特·柯本對於他被公開的私人生活，以及超脫樂團新興崛起的看法。

## 外部連結
- In Utero （页面存档备份，存于） 於 Discogs
- Live Nirvana Companion to Official Releases - In Utero （页面存档备份，存于）
- In Utero 於 MusicBrainz